# Сорокин, Александр Григорьевич
Алекса́ндр Григо́рьевич Соро́кин (1901 год, Нижнее Санчелеево, Самарская губерния, Российская империя — 1957 год, Барнаул, СССР) — советский военачальник. Генерал-майор.

## Биография
Службу начал в 1919 году простым красноармейцем, участвовал в боях Гражданской войны на Туркестанском фронте. В 1923 году вступил в ВКП(б).
В 1924 году окончил Ташкентскую объединенную военную школу. В 1936 году окончил курсы командирского состава «Выстрел». В 1940 году окончил Военную Академию имени М. В. Фрунзе, где обучался заочно.
Служил начальником 5-го отдела штаба Тихоокеанского флота. С августа 1941 года командир тылового укреплённого сектора. В 1942 году Сорокину было присвоено звание генерал-майора. В 1942—1945 годах был комендантом сначала Артёмовского сектора береговой обороны главной базы флота, затем Владивостокского морского оборонительного рубежа Тихоокеанского флота. В наградном листе записано:
Обладает высокими организаторскими способностями, много уделяет времени боевой
подготовке частей и соединений. Опыт Великой Отечественной войны старается изучить
и на основе его обучает свои войска. Артемовский сектор береговой обороны главной
военно-морской базы Тихоокеанского флота, которым командует Сорокин, является
лучшим в системе береговой обороны Главной военно-морской базы Тихоокеанского флота.
После окончания войны служил комендантом 78-го укреплённого района Закавказского военного округа (1946—1947).
в 1948 году окончил курсы усовершенствования командного состава командиров стрелковых дивизий при Военной Академии имени Фрунзе.
В 1949—1951 годах командовал 13-й отдельной стрелковой бригады Таврического военного округа.
В 1951—1953 годах служил командиром 315-й стрелковой дивизии. В 1954 году закончил академические курсы при Высшей военной академии имени К. Е. Ворошилова.
С 1954 года служил военным комиссаром Алтайского края. Являлся членом Алтайского крайкома КПСС, депутатом и членом исполкома Алтайского краевого Совета депутатов трудящихся.
Скончался в Барнауле в 1957 году, был похоронен на Булыгинском кладбище.
Родственников в городе у него не осталось и со временем могила оказалась заброшенной. В 2005 году группа школьников школы № 54 Барнаула наводя порядок на старом кладбище наткнулась на могилу неизвестного генерал-майора. Было установлено, что это могила Александра Сорокина, военного комиссара Алтайского края. На ней установлен новый памятник, а школьники начали ухаживать за этим захоронением.

## Награды
- Орден Ленина;
- Орден Красного Знамени;
- Орден Красной Звезды[2].